# Little New York
Pour plus de détails, voir Fiche technique et Distribution.
Little New York (Staten Island) est un film franco-américain réalisé par James DeMonaco et sorti en 2009. Il s'agit de son premier long métrage.

## Synopsis
À New York, dans l'ombre de Manhattan, se trouve le quartier de Staten Island. Sully (Ethan Hawke) y est vidangeur de fosses septiques. Son épouse Maria (Julianne Nicholson) désire avoir un enfant. Sully est prêt à tout pour assurer l'avenir de son fils. Jasper « Jaz » (Seymour Cassel), modeste employé sourd et muet d'une boucherie du quartier, est contraint de travailler pour la mafia. Parmetto « Parmie » Tarzo (Vincent D'Onofrio), chef de cette mafia locale, veut éliminer la concurrence et contrôler toute l'île de Staten Island.

## Fiche technique
Sauf indication contraire, les informations mentionnées dans cette section peuvent être confirmées par la base de données cinématographiques IMDb,  présente dans la section « Liens externes ».
- Titre original : Staten Island
- Titre français : Little New York
- Réalisation et scénario : James DeMonaco
- Musique : Frédéric Verrières
- Directeur artistique : Cherie Kroll
- Décors : Stephen Beatrice
- Costumes : Rebecca Hofherr
- Photographie : Chris Norr
- Montage : Hervé de Luze, Christel Dewynter
- Producteurs : Sébastien Lemercier, Luc Besson (coprod.), Pierre-Ange Le Pogam (coprod.), Gwen Bialic (exécutif)
- Sociétés de production : EuropaCorp, Open City Films et Why Not Productions
- Distribution : EuropaCorp Distribution (France), VVS Films (Canada), National Entertainment Media (USA)
- Pays de production :  France,  États-Unis
- Langues originales : anglais, français, italien, langue des signes américaine
- Format : couleur - 2.35:1 - 35mm - DTS - Dolby Digital
- Genre : drame, policier
- Durée : 96 minutes
- Dates de sortie[1] :
  - France : 5 août 2009
  - États-Unis : 20 novembre 2009 (sortie limitée)
- Classification[2] :
  - États-Unis : R

## Distribution
- Ethan Hawke (VF : Jean-Pierre Michael) : Sully, vidangeur de fosses septiques
- Vincent D'Onofrio (VF : Gilles Morvan) : Parmetto « Parmie » Tarzo, chef de la mafia de Staten Island
- Seymour Cassel : Jasper « Jaz », employé sourd et muet d'une boucherie
- Julianne Nicholson : Maria, épouse de Sully
- Ian Brennan : le hippie perché dans un arbre pour empêcher l'abattage de la forêt
- J. D. Daniels : Vet
- Michael Hogan : Bill
- Dennis Albanese : l'homme de main

## Autour du film
- James DeMonaco a écrit le scénario du film Assaut sur le central 13 de Jean-François Richet dans lequel jouait déjà Ethan Hawke[3].
- Le film est présenté au European Film Market en Allemagne le 7 février 2009[4].